# Garckea moenkemeyeri
Garckea moenkemeyeri là một loài rêu trong họ Ditrichaceae. Loài này được Müll. Hal. mô tả khoa học đầu tiên năm 1886.